# Persipura Jayapura
Persipura Jayapura ist ein indonesischer Fußballverein aus Jayapura in der Region Westneuguinea.

## Geschichte
Der Club wurde 1950 gegründet. 1976 gewann Jayapura erstmals die indonesische Meisterschaft, die damals noch ein Amateurwettbewerb war. 2005, 2009, 2011 und 2013 folgten weitere Titelgewinne, diesmal jedoch in der 1994 gegründeten Indonesia Super League, der indonesischen Profiliga. Heimatstadion des Vereins ist das Mandala-Stadion, das 15.000 Zuschauern Platz bietet. Die Spieler Jayapuras sind hauptsächlich melanesischer Herkunft aufgrund der Lage der Stadt im indonesischen Teil Neuguineas.

## Erfolge
- Indonesische Meisterschaft: 5
  - Amateurliga: 1976
  - Profiliga: 2005, 2009, 2011, 2013

- Piala Indonesia

Finalist: 2006, 2007/08, 2008/09